# ام المخاري (حرض)

تعديل مصدري - تعديل

ام المخاري هي إحدى قرى عزلة بني الحداد بمديرية حرض التابعة لمحافظة حجة، بلغ تعداد سكانها 24 نسمة حسب تعداد اليمن لعام 2004.